# 黑馬路站
黑馬路站（英語：Blackhorse Road station）是英國倫敦地鐵維多利亞線和倫敦地上鐵福音橡至巴金線的鐵路轉乘站，位於倫敦沃爾瑟姆森林區。本站是維多利亞線東端倒數第二個車站，位於倫敦軌道運輸第3收費區。車站開通於1894年7月9日。
本站位於黑馬路 / 黑馬里及森林路的路口。本站的倫敦地鐵月台與倫敦地上鐵月台之間已設閘內通道，亦設有粉紅驗票機（Pink card reader），供部分轉線乘客證明自己的旅程沒有進入過第一收費區，使他們能夠支付較便宜的車資。

## 歷史

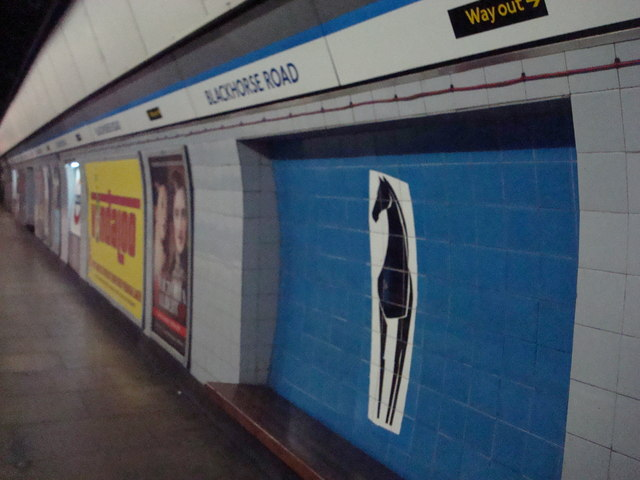
位於維多利亞線月台牆上的黑馬圖案

1894年7月1日，連接南托特納姆和巴金站的托特納姆及森林門鐵路通車（福音橡至巴金線東段前身），並在同年7月9日展開載客服務，本站亦於同日啟用。最初車站座落於黑馬路東側。本站啟用後，本站所在地區逐漸由住宅區發展為工業區。
當時托特納姆及森林門鐵路列車會直通運轉到托特納姆及漢普斯特德交匯鐵路（福音橡至巴金線西段前身），然後再透過聯絡線前往其他鐵路。當時由本站出發、行經此線的列車曾分別以肯蒂什鎮、聖潘克拉斯、福音橡和沼澤門（經聖潘克拉斯）為西行總站，但最主要的總站為肯蒂什鎮站。
1948年，四大英國鐵路公司國有化，肯蒂什鎮至巴金線改由英國鐵路營運。
1963年，肯蒂什鎮至巴金線曾被比欽建議取消客運服務。由於沿線乘客對此作出抗議並成立行動組，因此客運服務得以維持。雖然如此，英國鐵路公司卻逐漸減少此線的班次，亦並未改善此線鐵路設施或電氣化此線 。至1980年，來往肯蒂什鎮和巴金站的列車班次被削減至每小時1班。1981年，由於需要為肯蒂什鎮至聖潘克拉斯一段鐵路進行電氣化及提升工程，英國鐵路在肯蒂什鎮至巴金線西端增設了前往北倫敦線福音橡的聯絡線，使列車可以改以福音橡為西行總點。自此英國鐵路每小時提供兩班來往福音橡和巴金站的列車。
維多利亞線月台於1968年9月1日啟用，維多利亞線車站的出入口位於黑馬路另一側。本站是維多利亞線唯一建有地面建築的車站。1981年12月14日，英國鐵路將福音橡至巴金線月台遷移至黑馬路西側，以縮短兩線月台間的距離，方便乘客轉乘。

## 列車服務

### 倫敦地上鐵
在非繁忙時間，本站的福音橡至巴金線列車班次（每小時）為：
- 4班 西行 往福音橡
- 4班 東行 往巴金河畔

### 倫敦地鐵
維多利亞線於本站提供來往沃爾瑟姆斯托中央和布里克斯頓站的列車服務，繁忙時間班次為每小時36班。

## 接駁交通
倫敦巴士123、158、230、W11號及通宵路線N73號線均服務本站。